# Albert Dray
Pour les articles homonymes, voir Dray.
Albert Dray est un acteur français.

## Filmographie

### Cinéma
- 1969 : Mr. Freedom de William Klein
- 1970 : L'humeur vagabonde d'Édouard Luntz
- 1971 : Camarades de Marin Karmitz
- 1973 : R.A.S. d'Yves Boisset : Le soldat Titus
- 1976 : Le plein de super d'Alain Cavalier : Client du restoroute
- 1976 : Un neveu silencieux de Robert Enrico : Le plombier
- 1977 : L'Ombre des châteaux de Daniel Duval : Rico
- 1977 : Le Passé simple de Michel Drach : Le chauffeur de taxi
- 1978 : La Barricade du Point-du-Jour de René Richon : Raoul
- 1978 : Les Petits Câlins de Jean-Marie Poiré
- 1978 : Le Dernier Amant romantique de Just Jaeckin : Auguste
- 1979 : La Dérobade de Daniel Duval : Michel
- 1979 : Le Pull-over rouge de Michel Drach : L'inspecteur Martin
- 1979 : La Guerre des polices de Robin Davis : Francis, le complice de Sarlat
- 1981 : L'Homme fragile de Claire Clouzot : Java
- 1981 : Allons z'enfants d'Yves Boisset
- 1982 : La Balance de Bob Swaim : Carlini
- 1983 : Tchao Pantin de Claude Berri : Sylvio, un grossiste de la "cam"
- 1983 : Le Battant d'Alain Delon : Le chauffeur de taxi serviable
- 1983 : L'Été meurtrier de Jean Becker : le pote de « Pin-Pon »
- 1984 : L'Arbalète de Sergio Gobbi : un policier
- 1984 : Les Fauves de Jean-Louis Daniel : Winnie
- 1985 : Poulet au vinaigre de Claude Chabrol : André, le barman
- 1985 : Adieu blaireau de Bob Decout : Boris
- 1986 : Le Rescapé d'Okacha Touita
- 1986 : Les Frères Pétard d'Hervé Palud : un flic
- 1987 : Le Cri du hibou de Claude Chabrol : Un flic
- 1990 : Promotion canapé de Didier Kaminka : Informateur
- 1991 : La Tribu d'Yves Boisset : Michel, du SAMU
- 1991 : Le Coup suprême de Jean-Pierre Sentier : Mailloux Darrière
- 1992 : Vagabond d'Ann Le Monnier : Le contrôleur du train
- 1993 : La Soif de l'or de Gérard Oury : Flotard
- 1993 : Tout ça... pour ça ! de Claude Lelouch : L'adjoint de Maigreton
- 1995 : Les Trois frères de Didier Bourdon et Bernard Campan : Le vendeur du marché
- 1997 : K d'Alexandre Arcady : Marco
- 1997 : Amour et Confusions de Patrick Braoudé : L'homme dans le jacuzzi
- 1997 : Le Pari de Didier Bourdon et Bernard Campan
- 1997 : Fred de Pierre Jolivet : Yvan
- 1998 : Le Serpent a mangé la grenouille d'Alain Guesnier : Petit-Duc
- 1999 : Quasimodo d'El Paris de Patrick Timsit : Pablo
- 1999 : Ma petite entreprise de Pierre Jolivet : Charles
- 2000 : L'Envol de Steve Suissa : Ben, l'entraîneur de boxe
- 2001 : Pas d'histoires (segment "Poitiers, voiture 11") de François Dupeyron et 'Yves Angelo : Le contrôleur SNCF
- 2001 : L’Origine du monde de Jérôme Enrico : Roland
- 2001 : Mercredi, folle journée ! de Pascal Thomas : Dédé
- 2002 : Quelqu'un de bien de Patrick Timsit : Le père aux urgences
- 2002 : Blanche de Bernie Bonvoisin : Doriphore
- 2003 : Wanted de Brad Mirman : Raymond Gayet
- 2003 : Filles uniques de Pierre Jolivet : L'avocat de Mermot
- 2004 : L'Enquête corse d'Alain Berberian : Le capitaine de gendarmerie
- 2005 : L'Empire des loups de Chris Nahon : Le lieutenant
- 2005 : Coup de foudre en Toscane de Brad Mirman : Alberto Carina
- 2007 : Je crois que je l'aime de Pierre Jolivet : Albert
- 2008 : Coluche, l'histoire d'un mec d'Antoine de Caunes : René
- 2011 : Nuit blanche de Frédéric Jardin : Témoin

### Télévision (sélection)
- 1973 : Les Nouvelles Aventures de Vidocq, épisode La Bande à Vidocq" de Marcel Bluwal
- 1979 : Médecins de nuit de Bruno Gantillon, épisode : Légitime Défense
- 1980 : La traque de Philippe Lefebvre
- 1981 : Julien Fontanes, magistrat, épisode La Dernière Haie de François Dupont-Midi
- 1988 : Mais qui arrêtera la pluie de Daniel Duval
- 1989 : Les lendemains qui tuent de Daniel Duval
- 1989 : Les Dossiers secrets de l'inspecteur Lavardin - téléfilm : Maux croisés de Claude Chabrol : André
- 1991 : Marion de Serge Meynard
- 1993 : L'Affaire Seznec d'Yves Boisset
- 1997 : Un flic presque parfait de Marc Angelo
- 1998 :  Les b.R.A.V. de Yves Amoureux
- 1999 : Balzac de Josée Dayan
- 2000 : Poussière d'aigle de Renaud Bertrand
- 2008 : Mafiosa, le clan
- 2012 : L'Innocent de Pierre Boutron

Il joue également dans des épisodes de nombreuses séries télévisées : Maguy, Inspecteur Lavardin, PJ, Quai numéro un, Avocats et Associés, Un homme en colère, Commissaire Moulin...

## Théâtre
- 1972 : Sauvés d'Edward Bond, mise en scène Claude Régy, TNP Théâtre de Chaillot
- 2020 : Roméo et Jeannette de Jean Anouilh, mise en scène Antony Fons, Espace Noriac Limoges